# The Street Profits
The Street Profits é uma dupla de luta livre profissional constituída por Angelo Dawkins e Montez Ford. Eles atualmente trabalham para a WWE na marca SmackDown.

## História

### WWE

#### NXT (2016–2019)

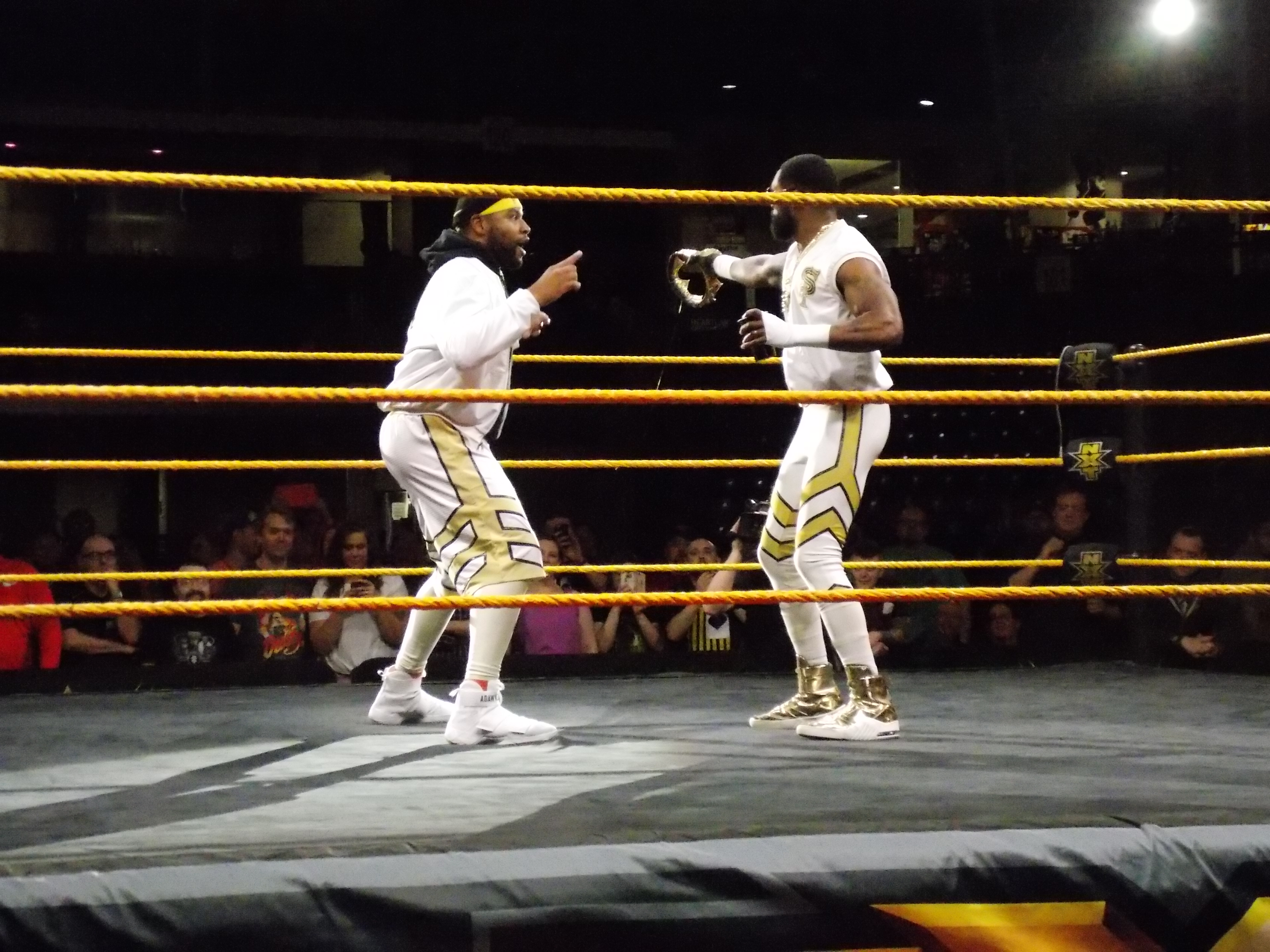
Angelo Dawkins (à esquerda) e Montez Ford (à direita) em abril de 2019

A equipe de Angelo Dawkins e Kenneth Crawford estreou no episódio de 16 de março de 2016 do NXT, (gravado em 21 de janeiro), onde foram derrotados pelo The Hype Bros. A equipe continuaria trabalhando em house shows.
No episódio de 12 de julho de 2017 do NXT, Crawford (agora renomeado Montez Ford) e Dawkins começaram a aparecer em vinhetas semanais como The Street Profits. No episódio de 9 de agosto do NXT, eles voltaram derrotando os Metro Brothers. The Street Profits seguiria em uma seqüência de vitórias, derrotando nomes como The Ealy Twins, Riddick Moss e Tino Sabbatelli, e lutadores locais. Em 17 de janeiro de 2018, The Street Profits sofreu sua primeira derrota para The Authors of Pain (AOP) (Akam e Rezar), deixando de ganhar uma luta pelo NXT Tag Team Championship no NXT TakeOver: Philadelphia. Mais tarde, eles entraram no Dusty Rhodes Tag Team Classic, onde derrotariam Heavy Machinery na primeira rodada, mas foram eliminados pela AOP nas semifinais. Os Street Profits mais uma vez entraram no Dusty Rhodes Tag Team Classic em 2019, mas foram derrotados por Mustache Mountain na primeira rodada.
No episódio de 1 de maio de 2019 do NXT, The Viking Raiders (Erik e Ivar) abdicaram do NXT Tag Team Championship, mas foram imediatamente desafiados pelo The Street Profits. A luta terminou em desqualificação após o envolvimento do The Forgotten Sons, Oney Lorcan e Danny Burch. Uma luta four-way de escadas pelo NXT Tag Team Championship foi mais tarde agendada para o NXT TakeOver: XXV entre The Street Profits, Lorcan e Burch, The Forgotten Sons e The Undisputed Era (Kyle O'Reilly e Bobby Fish). No NXT TakeOver: XXV, eles venceram o NXT Tag Team Championship pela primeira vez. No episódio de 10 de julho do NXT,  The Street Profits fez sua primeira defesa de título com sucesso contra Lorcan e Burch, mas nas gravações de 15 de agosto da NXT, eles perderiam o NXT Tag Team Championship para O'Reilly e Fish.

#### Raw (2019–2020)
A partir de 1º de julho, The Street Profits começou a aparecer no Raw fazendo vários segmentos de bastidores, um movimento que foi dito para atrair o público mais jovem. Foi esclarecido por Dave Meltzer que a equipe ainda eram lutadores do NXT e que esta não era uma mudança oficial para o Raw. Como parte do draft de 2019 em outubro, The Street Profits foi draftado para a marca Raw, trazendo-os oficialmente para a marca. Na edição de 21 de outubro do Raw, The Street Profits derrotaram Luke Gallows e Karl Anderson em sua luta de estreia. No Survivor Series, The Street Profits competiu em uma batalha real interbrand de 10 equipes, onde foi a última equipe eliminada pelos vencedores, Dolph Ziggler e Robert Roode. No Starrcade, e com Ric Flair em seu canto, The Street Profits derrotaria Gallows e Anderson.
No Raw de 9 de dezembro, The Street Profits respondeu a um desafio aberto para uma disputa pelo título emitido pelos Campeões de Duplas do Raw, The Viking Raiders, onde os Viking Raiders mantiveram o título. Quatro semanas depois, o The Street Profits teve outra chance de conquistar o título dos Viking Raiders, desta vez em uma luta triple threat que também envolveu Gallows e Anderson, onde os Viking Raiders venceram novamente. No Raw de 17 de fevereiro de 2020, depois que Kevin Owens e The Viking Raiders derrotaram Murphy e AOP por desqualificação devido à interferência de Seth Rollins, The Street Profits apareceu e ajudou Owens e The Viking Raiders atacando Murphy e AOP enquanto Rollins recuava. Mais tarde, The Street Profits estava programado para desafiar Rollins e Murphy pelo Raw Tag Team Championship no Super ShowDown, onde eles não teriam sucesso.
No Raw de 2 de março, o The Street Profits teve uma oportunidade final de revanche "Last Chance Match", onde, com a ajuda de Kevin Owens, eles venceriam o Raw Tag Team Championship. Mais tarde, nos bastidores, Rollins e Murphy os desafiaram para uma revanche pelos títulos no Elimination Chamber, onde o Street Profits reteve os títulos. Eles mantiveram seus títulos novamente ao derrotar Angel Garza e Austin Theory na segunda noite da Wrestlemania 36. No episódio de 4 de maio do Raw, eles perderam para os Viking Raiders em uma luta que o título não estava em jogo. Nas semanas seguintes, The Street Profits iria rivalizar com The Viking Raiders enquanto se enfrentavam em várias competições, como um jogo de basquete, arremesso de machado, golfe, boliche e um decatlo que mais tarde foi apelidado de "Tudo que você pode fazer, nós podemos fazer melhor ". A série terminaria com um empate de 3-3 entre os Street Profits e The Viking Raiders. No Backlash, o Street Profits enfrentou os Viking Raiders, mas a luta não começou devido a eles brigarem do lado de fora do prédio, sendo abordados por Akira Tozawa e um grupo de ninjas, e terminando em uma lixeira. No Raw de 22 de junho, The Street Profits defendeu com sucesso o Raw Tag Team Championship contra The Viking Raiders, encerrando assim a rivalidade. Eles então defenderam seus títulos contra Andrade e Angel Garza com sucesso no SummerSlam e novamente no Clash of Champions.

#### SmackDown (2020 - presente)
Como parte do Draft de 2020 em outubro, Dawkins e Ford foram transferidos para a marca SmackDown. Eles então trocariam o Campeonato de Duplas do Raw com The New Day (Kofi Kingston e Xavier Woods) - que tinha acabado de serem transferidos para a marca Raw - em troca do SmackDown Tag Team Championship deste último time. Isso faria do The Street Profits a segunda equipe a ganhar a Triple Crown de duplas da WWE.
Ao se mudarem para o SmackDown, eles começaram uma rivalidade com a equipe de Dolph Ziggler e Robert Roode. Na edição de 18 de dezembro do Smackdown, The Street Profits defendeu com sucesso os títulos contra Robert Roode e Dolph Ziggler. Na edição de 1º de janeiro do SmackDown, The Street Profits realizou uma celebração enquanto provocavam Dolph Ziggler e Robert Roode no processo, levando a um ataque ao The Street Profits por Ziggler e Roode. No dia seguinte, no Talking Smack, foi anunciado que o The Street Profits estaria defendendo o SmackDown Tag Team Championship novamente na semana seguinte. Na edição de 8 de janeiro do Smackdown, Dolph Ziggler e Robert Roode derrotaram com sucesso The Street Profits para vencerem o SmackDown Tag Team Championship, terminando seu reinado em 88 dias.

### Evolve(2018–2019)
Em 28 de outubro de 2018, The Street Profits fez sua primeira aparição no Evolve 114, vencendo o Campeonato de Duplas da Evolve ao derrotar The Doom Patrol (Chris Dickinson e Jaka).  Eles defenderiam com sucesso os títulos contra nomes como The WorkHorsemen, AR Fox e Leon Ruff, Austin Theory e Harlem Bravado, e The Skulk. No Evolve 123, eles perderam os títulos para The Unwanted. Em 16 de março de 2019, eles fizeram sua última aparição na Evolve no Evolve 124, se unindo a Velveteen Dream para derrotar The Unwanted em uma luta de trios.

## Outras mídias
The Street Profits fez sua estreia no videogame como personagens jogáveis no WWE 2K19, mais tarde apareceram também no WWE 2K20.

## Títulos e prêmios
- Pro Wrestling Illustrated
  - A PWI classificou Ford em 154º entre os 500 melhores lutadores no PWI 500 em 2020[31]
  - A PWI classificou Dawkins em 157º dos 500 melhores lutadores no PWI 500 em 2020[31]
  - A PWI os classifou em 5º entres as 50 melhores duplas da PWI Tag Team 50 em 2020[32]
- Evolve
  - Evolve Tag Team Championship (1 vez)[33]
- WWE
  - NXT Tag Team Championship (1 vez)[34]
  - WWE Raw Tag Team Championship (1 vez)[35]
  - WWE SmackDown Tag Team Championship (1 vez)[36]
  - WWE Tag Team Triple Crown Champions[25]
  - Revelação do Ano (2019)[37]